# Hawaii-Rohrsänger
Der Hawaii-Rohrsänger (Acrocephalus familiaris), auch Südseerohrsänger genannt, ist eine Vogelart aus der Gattung der Rohrsänger. Der vom Aussterben bedrohte Nihoa-Rohrsänger, der auf der Hawaii-Insel Nihoa vorkommt, und der Laysan-Rohrsänger, der zwischen 1916 und 1923 ausgestorben ist, sind Unterarten des Hawaii-Rohrsängers. Er ist der einzige Vertreter der Rohrsängerartigen, der die Hawaii-Inseln besiedelt hat, jedoch gibt es keine fossilen Nachweise, die belegen, dass der Hawaii-Rohrsänger auch außerhalb von Laysan und Nihoa existiert hat.

## Merkmale
Rothschild beschrieb ein adultes Männchen mit einer Körperlänge von 14,6 cm unter dem wissenschaftlichen Namen Tatare familiaris. Nach seiner Beschreibung ist die Nominatform oberseits gräulichbraun mit eher wärmerem Farbton am Bürzel und eher blasser an den Seiten des Kopfes. Die Flügel und der abgerundete Schwanz sind dunkelbraun, die Federn mit gelbbraunen äußeren Rändern. Die Flügel sind etwas abgerundet, die erste Handschwinge etwas kürzer als die sechste. Die Unterseite sowie Kinn und Kehle beschrieb er als gelblichweiß. Der Schnabel ist braun, die Beine fleischigbraun, die Füße braun. Männchen und Weibchen sind einander ähnlich.

## Lebensweise
Hawaii-Rohrsänger gehen langfristige Paarbindungen ein und verteidigen über viele Jahre ihre Reviere. Die Brutreviere können bis 0,95 ha groß sein,  üblich sind jedoch Reviergrößen zwischen 0,19 und 0,40 ha. Die Brut findet zwischen Januar und September statt und ist vom Nahrungsangebot abhängig.

## Systematik
Es wurden zwei Unterarten des Hawaii-Rohrsängers beschrieben:
- Laysan-Rohrsänger, Acrocephalus familiaris familiaris (Rotschild, 1892) – †. Die Nominatform kam nur auf der Hawaii-Insel Laysan vor.
- Nihoa-Rohrsänger, Acrocephalus familiaris kingi (Wetmore, 1924) – Die Unterart ist auf der Hawaii-Insel Nihoa endemisch.

## Gefährdung
Die Nihoa-Unterart des Hawaii-Rohrsängers wird von der IUCN als vom Aussterben bedroht (Critically Endangered, CR) eingestuft, weil sie nur auf einer extrem kleinen Insel vorkommt und die Population aufgrund klimatischer Ereignisse stark schwankt. Die Freisetzung einer räuberischen Tierart oder die Ausbringung nicht einheimischer Pflanzen oder Insekten könnte auch die zweite Unterart – und damit die Art – zum Aussterben bringen.